# Stenostomum coriaceum
Stenostomum coriaceum là một loài thực vật có hoa trong họ Thiến thảo. Loài này được (Vahl) Griseb. miêu tả khoa học đầu tiên năm 1861.